# Dán Népegyház

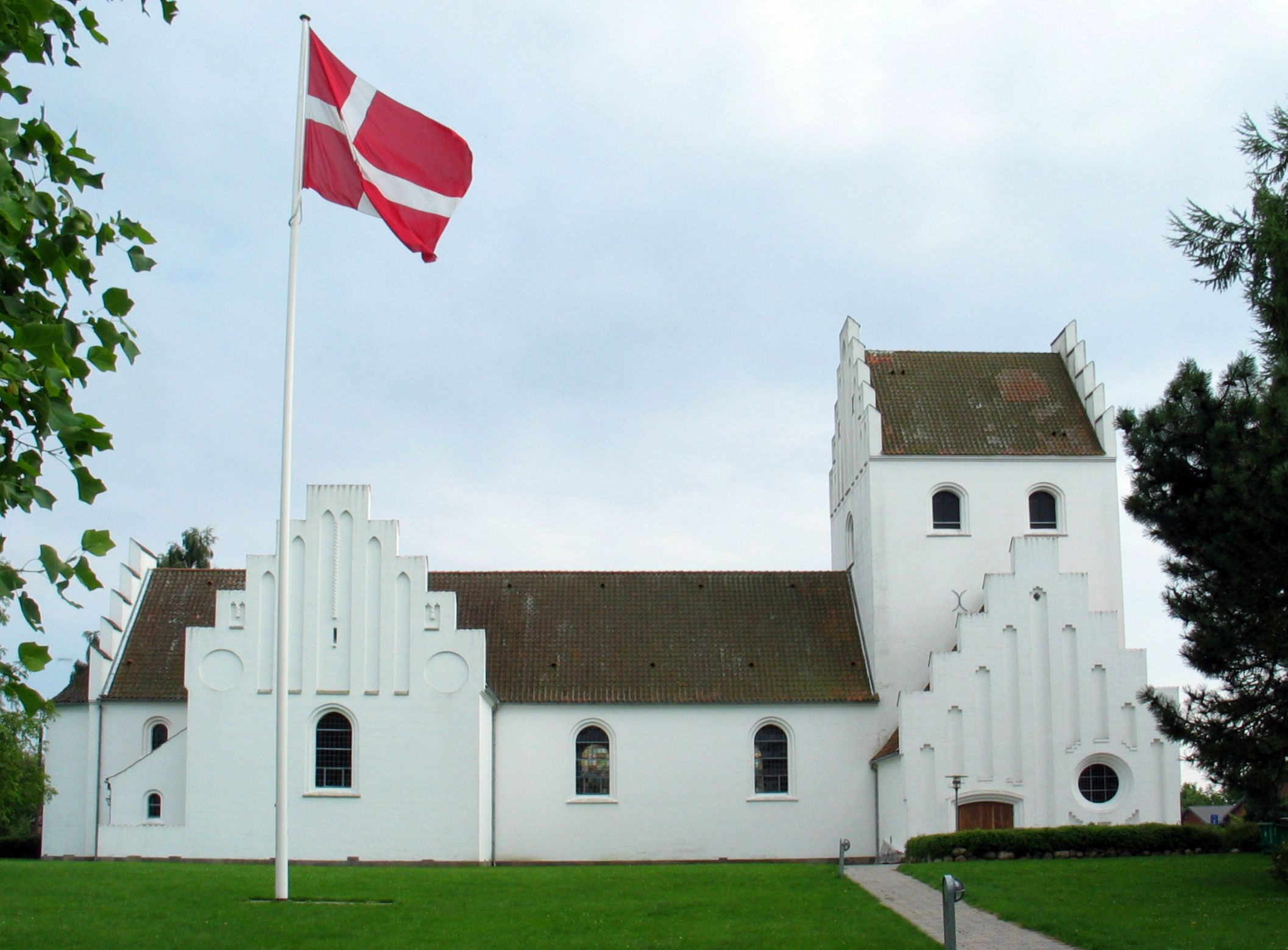
Templom Holtéban

A Dán Népegyház (dánul:Den Danske Folkekirke) az evangélikus államegyház és egyben a legnagyobb egyház Dániában és Grönlandon (a Feröeri Népegyház azonban 2007. július 29-én független egyházzá vált).
Az egyház az állam támogatását élvezi. Legmagasabb rangú adminisztratív tisztviselője az egyházügyi miniszter. Ezt a posztot jelenleg (2025 januárjában) Morten Dahlin tölti be. Az egyház legfelső törvényhozó testülete a dán parlament (Folketing)
Az egyház a hivatalos népesség-nyilvántartás feladatát is ellátja, a lakcímváltozásokat, családi állapotban beállt változásokat, születéseket és haláleseteket is ők tartják számon.

## Szervezete
A hivatalos statisztikák szerint 2005 januárjában a dánok 83,1%-a volt az államegyház tagja, bár a tagoknak csak kevesebb, mint öt százaléka vesz részt legalább hetente az istentiszteleteken. Az egyház 12 püspökségre, ezeken belül 2000 egyházközségre oszlik.
Minden dán, akit az egyház megkeresztel, automatikusan a népegyház tagjává válik. Csak kérésükre lehetnek az egyház tagjai azok, akiket más evangélikus vagy egyéb egyház keresztelt. Két egyháznak vagy vallásos csoportosulásnak a dánok nem lehetnek tagjai.

## Egyházi adó
A dán állampolgár, amikor elkezd adót fizetni az államnak, ugyanakkor automatikusan megkezdi az egyházi adó fizetését is. Az önkormányzattól függően ez utóbbi az összes adó 0,42-1,51%-a. A dán alkotmány 68. § VII. fejezete alapján Dániában senki sem kötelezhető a sajátján kívül más egyház támogatására, így az egyházi adó fizetése ezeken a kereteken belül választható, nem kötelező.
Az automatikus adófizetés gyakorlata visszatérően vitákat kelt Dániában. Az adófizetés alóli mentesülés egyszerű: megoldható egy telefonnal a helyi egyházi irodába. Sokan mégis úgy érzik, fordítva kellene működnie, és az adófizetés szándékát kellene bejelenteni, nem elmaradását.
Ha valaki nem kívánja fizetni az egyházi adót, automatikusan elveszti tagságát a Dán Népegyházban.